# Сервий Сулпиций Камерин Корнут (консул 461 пр.н.е.)
Вижте пояснителната страница за други личности с името Сервий Сулпиций Камерин Корнут.
Сервий Сулпиций Камерин Корнут (на латински: Servius Sulpicius Camerinus Cornutus) e политик на ранната Римска република.

## Биография
Произлиза от патрицианската фамилия Сулпиции. Син е на Квинт Сулпиций Камерин Корнут (консул 490 пр.н.е.) и внук на Сервий Сулпиций Камерин Корнут (консул 500 пр.н.е.).
Сервий Сулпиций e консул през 461 пр.н.е. с колега Публий Волумний Аминтин Гал. В годината на неговия консулат се състоят битки по внесения закон Lex Terentilia и процес срещу Кезо Квинкций, син на Луций Квинкций Цинцинат.
През 454 пр.н.е. той е в делегацията на трима сенатори до Атина, която проучва тамошното законодателство. През 451 пр.н.е. е децемвир с колега Гай Юлий Юл и се занимава в комисията на децемвирите по написването на първите закони на дванадесетте таблици.
През 449 пр.н.е. той заедно с консулите Гай Юлий Юл и Спурий Тарпей преговаря с плебеите. През 446 пр.н.е. е легат на кавалерията при консулите Тит Квинкций Капитолин Барбат и Агрипа Фурий Фуз Медулин във войната с волските.
Сервий Сулпиций е баща на Квинт Сулпиций Камерин Корнут (трибун 402 и 398 пр.н.е.) и дядо на Сервий Сулпиций Камерин (суфектконсул 393, военен трибун 391 и 387 пр.н.е. интеррекс).